# Кріста Б. Аллен
Кріста Бріттані Аллен (англ. Christa Brittany Allen, нар. 11 листопада 1991, Вайлдомар, Каліфорнія, США) — американська акторка. Відома роллю персонажа Дженніфер Гарнер в молодості, яку вона зіграла у фільмах «Із 13 в 30» (2004) та Привиди колишніх подружок (2009).

## Життєпис
Кріста Аллен народилася у Вайлдомарі, Каліфорнія.
Вона наймолодша з дев'яти дітей у родині. Має вісім старших братів.
Розпочала акторську кар'єру із «The Man Show» та зйомок у рекламі.
Кріста зіграла молодшу версію персонажа Дженніфер Гарнер у комедійному фільмі «13 Going on 30» (2004) коли їй було лише 13 років.
У 2009 році вона знову зіграла молодшу версію Гарнер у фільмі «Привиди колишніх подружок».
Акторка знялася у багатьох фільмах, зокрема, «Щасливе маленьке Різдво» (2006), Бунтівна юність (2009), «Одне бажання» (2010), «Один коров'ячий день» (2011) та «Затримання мертвих» (2012).
У 2006 році Аллен зіграла головну роль у дитячому телесеріалі CBS «Cake».
У 2011 році Кріста отримала одну з головних ролей світської левиці Шарлотти Грейсон в драматичному серіалі ABC «Помста».
Останньою появою її персонажа на постійній основі у серіалі була шоста серія четвертого сезону. Однак пізніше вона повернулася у фінальних епізодах серіалу як запрошена зірка.
Акторка була гостем таких телевізійних шоу, як «Medium», «Cory in the House», «Розкішне життя на палубі», «Анатомія Грей», «ER», «CSI: Місце злочину», «Чаклуни з Вейверлі» та «Мертва справа».
У 2015 році вона зіграла роль Робін у ситкомі ABC Family «Baby Daddy».
У травні 2021 року Аллен написала есе про 30-річчя для Yahoo! вебсайту.

## Фільмографія
Фільми
| Рік  | Назва                                                  | Роль               | Примітки |
| ---- | ------------------------------------------------------ | ------------------ | -------- |
| 2004 | Із 13 в 30                                             | Молода Дженна Рінк |          |
| 2006 | A Merry Little Christmas (Щасливого маленького Різдва) | Голлі              |          |
| 2009 | Привиди колишніх подружок                              | Підліток Дженні    |          |
| 2009 | Jonas Brothers: The 3D Concert Experience              | Фанатка            |          |
| 2009 | Бунтівна юність                                        | Підліток           |          |
| 2010 | One Wish (Одне бажання)                                | Моллі Вайлі        |          |
| 2011 | One Kine Day                                           | Елеа               |          |
| 2012 | Detention of the Dead (Затримання мертвих)             | Джанет             |          |
| 2017 | The Valley (Долина)                                    | Алісіа             |          |
| 2017 | One of Us (Один з нас)                                 | Мелані/Мері        |          |

Серіали
| Рік       | Назва                                          | Роль                | Примітки                         |
| --------- | ---------------------------------------------- | ------------------- | -------------------------------- |
| 2006      | Медіум                                         | Маура Волкер        | Епізод: "Blood Relation"         |
| 2006      | Cake (Торт)                                    | Торт                | Головна роль                     |
| 2007      | Cory in the House (Корі в домі)                | Шайенн              | Епізод: "The Kung Fu Kats Kid"   |
| 2008      | Розкішне життя на палубі                       | Вайлет Берг         | Епізод: "The Kidney of the Sea"  |
| 2008      | Анатомія Грей                                  | Голлі Андерсон      | Епізод: "All by Myself"          |
| 2009      | Швидка допомога                                | Джуді Наджент       | Епізод: "Love Is a Battlefield"  |
| 2009      | CSI: Місце злочину                             | Метті Мур           | Епізод: "Miscarriage of Justice" |
| 2009      | Chasing a Dream (У погоні за мрією)            | Ніколь Шранк        | Television film                  |
| 2009      | Чаклуни з Вейверлі                             | Дафні               | Епізод: "Family Game Night"      |
| 2010      | Мертва справа                                  | Анабель Беннет      | Епізод: "Free Love"              |
| 2011      | Deadly Sibling Rivalry (Сестринська ненависть) | Фіона               | Телевізійний фільм               |
| 2011–2015 | Помста                                         | Шарлотта Грейсон    | Головна роль (сезони 1–4)        |
| 2015      | Baby Daddy (Татусик)                           | Робін               | Періодична роль, 4 епізоди       |
| 2016      | Hopeless, Romantic (Безнадійний романтик)      | Ліз                 | Телевізійний фільм               |
| 2017      | Family of Lies (Брехня в сім'ї)                | Емілі               | Телевізійний фільм               |
| 2018      | Dangerous Seduction (Небезпечна спокуса)       | Позі Пінкертон      | Телевізійний фільм               |
| 2018      | Реанімація                                     | Амбер               | Епізод: "Only Human"             |
| 2019      | When Vows Break (Коли порушуються клятви)      | Елла                | Телевізійний фільм               |
| 2019      | Grand Hotel (Гранд-готель)                     | друга дівчина Джаві | Епізод: Pilot                    |
| 2021      | Christmas for Keeps (Різдво назавжди)          | Ейвері              | Телевізійний фільм               |